# Sanok. Dzieje miasta
Sanok. Dzieje miasta. Praca zbiorowa pod redakcją Feliksa Kiryka – monografia historyczna dotycząca historii miasta Sanoka.
Pomysł stworzenia publikacji w latach 80. przedstawił Instytut Historii Uniwersytetu Jagiellońskiego jako wyraz wdzięczności dla społeczności miasta Sanoka za wkład przy odbudowaniu Pałacu Tadeusza Stryjeńskiego przy ul. Stefana Batorego w Krakowie, zwanego Collegium Sanockie; inicjatywę wsparł rektor Uniwersytetu Jagiellońskiego, prof. Józef Andrzej Gierowski; jako pierwsi swoje starania wykonali pracownicy naukowi uczelni prof. Michał Pułaski i prof. Irena Kaniewska, a ostatecznie prace nad koncepcją publikacji dobór jego twórców przejął prof. Feliks Kiryk (pochodzący z Ziemi Sanockiej ówczesny rektor WSP w Krakowie), pod którego kierunkiem powstało dzieło końcowe. Podczas pracy nad monografią historycy korzystali z materiałów źródłowych, które przekazały: Centralne Państwowe Archiwum Historyczne Ukrainy we Lwowie (księgi ławnicze miasta Sanoka), Lwowska Narodowa Naukowa Biblioteka Ukrainy im. Wasyla Stefanyka we Lwowie oraz archiwa i działy rękopisów bibliotek naukowych w Polsce.
Autorami książki byli pracownicy Instytutu Historii i Instytutu Geografii Wyższej Szkoły Pedagogicznej im Komisji Edukacji Narodowej w Krakowie, Instytutu Archeologii Uniwersytetu Jagiellońskiego, Instytutu Historii Wyższej Szkoły Pedagogicznej oraz Filii Uniwersytetu Marii Curie-Skłodowskiej w Lublinie z siedzibą w Rzeszowie, pracownicy muzeów w Krakowie, a także nauczyciele historii pochodzący ze szkół średnich w Sanoku. Autorami poszczególnych podrozdziałów książki zostali: 
- Jan Lech (podrozdział Środowisko geograficzne), Michał Janusz Parczewski, Elżbieta Pohorska-Kleja (podrozdział Najdawniejsze dzieje miasta)
- Feliks Kiryk (rozdział W okresie staropolskim)
- Tomasz Opas (rozdział W czasach zaborów i niewoli)
- Alojzy Zielecki, Wojciech Sołtys (podrozdziały w rozdziale W epoce autonomii galicyjskiej)
- Wojciech Sołtys, Edward Zając (podrozdziały w rozdziale Pomiędzy wojnami światowymi 1918–1939)
- Jacek Chrobaczyński, Andrzej Zagórski (podrozdziały w rozdziale W latach II wojny światowej i konspiracji)
- Andrzej Brygidyn, Władysław Stachowicz, Krystyna Chowaniec, Józef Ząbkiewicz, Ewa Śnieżyńska-Stolot, Franciszek Stolot (podrozdziały w rozdziale W latach powojennych)
- Franciszek Oberc (Kalendarium sanockie 1974-1994)

Autorzy części tematycznych otrzymali tematy swoich rozpraw w 1987, zaś z uwarunkowania polityczne w pełni swobodne prace mogli rozpocząć od początku lat 90. Pierwotnie współautorem publikacji miał być także Adam Fastnacht, jednak zrezygnował ze swojego udziału, m.in. z uwagi na niemożność skorzystania z zasobów bibliotek lwowskich.
Wydanie książki powstało z funduszy miasta Sanoka, do czego starania poczynił przewodniczący Rady Miasta, Andrzej Bożydar Radwański. W części koszty wydania książki sfinansował Komitet Badań Naukowych oraz w ok. 20% Uniwersytet Jagielloński. Książka została wydała Wydawnictwo i Drukarnia Secesja w Krakowie. Prawa autorskie do książki zachował Urząd Miasta Sanoka. Autorem dwóch zdjęć przedstawiających panoramę miasta Sanoka, wydrukowanych na zewnętrznej okładce książki był Władysław Szulc. Opracowanie redakcyjne wykonała Ewa Kulawik, a redaktorem technicznym był Henryk Babral. Pod względem technicznym publikacja została wykonana metodą szytą, z twardą i polakierowaną okładką.
Nakład książki wyniósł 2000 egzemplarzy. Egzemplarze publikacji trafiły do Sanoka 26 maja 1995. W 1995 zarząd miasta Sanoka wyznaczył cenę książki w wysokości 35 zł, zaś sprzedaż promocyjna publikacji odbyła się 17 czerwca 1995 w trakcie obchodów 75-lecia istnienia Zespół Szkół Ekonomicznych w Sanoku na lodowisku Torsan przy udziale autora, prof. Feliksa Kiryka.
Książka zdobyła pierwsze miejsce w V Ogólnopolskim Przeglądzie Książki Krajoznawczo-Turystycznej w Poznaniu w kategorii monografii i innych opracowań krajoznawczych.